# Tablettes de défixion de Bath

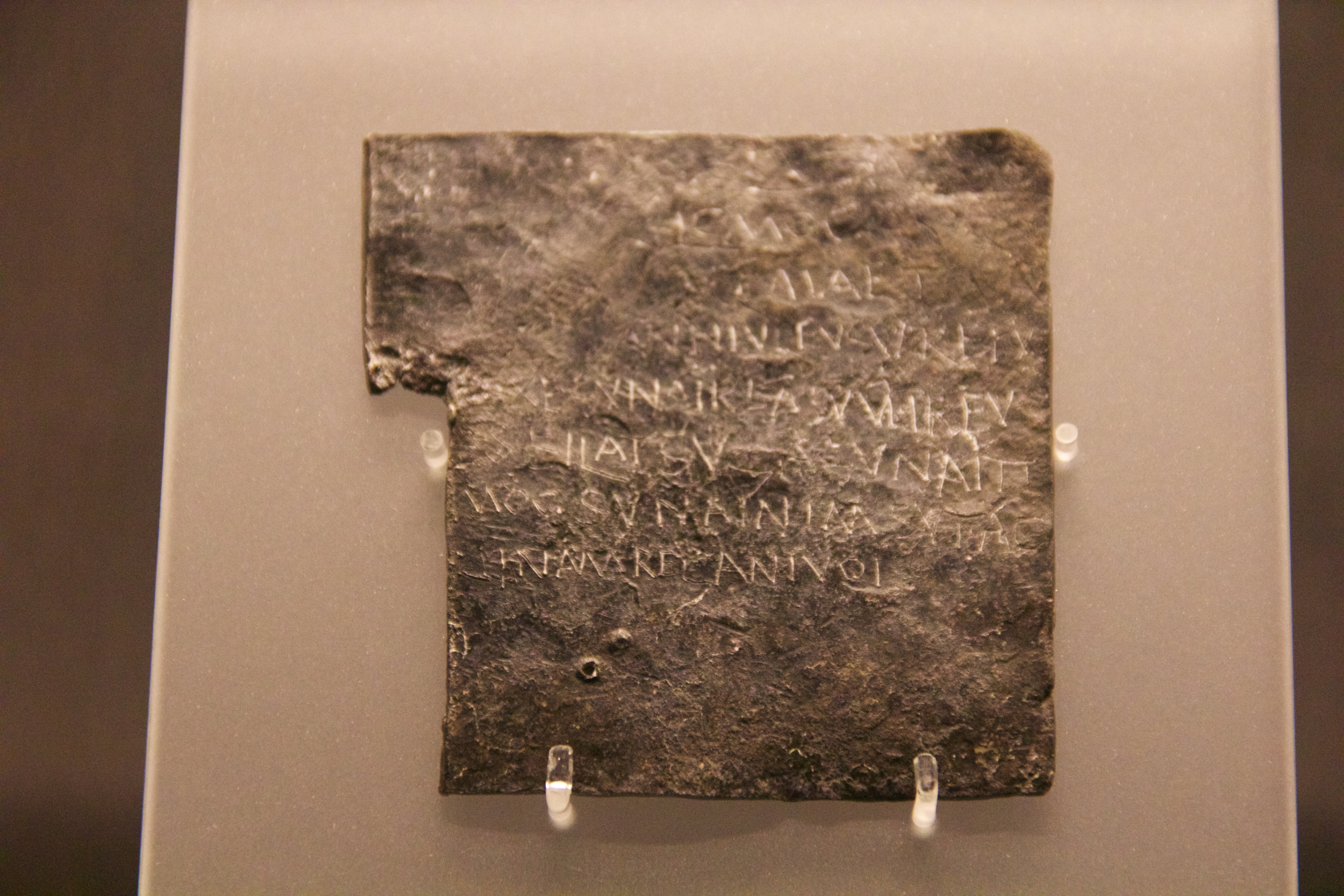
Malédiction à la suite du vol d'un manteau.

Les tablettes de défixion de Bath sont une collection d'environ cent-trente tablettes de défixion romaines (ou defixiones en latin) découvertes en 1979/1980 dans les thermes de la ville anglaise de Bath. Elles invoquent l'intercession de la déesse celte Sulis dans la restitution des biens volés et maudissent les auteurs des larcins. Inscrites surtout en latin vulgaire, elles ont été utilisées pour attester de la langue vernaculaire parlée couramment par la population britto-romaine du IIe au IVe siècle.

## Découverte et description
Les thermes romains et le temple dédié à la déesse Sulis ont été mis en évidence dans la ville anglaise de Bath (fondée par les Romains sous le nom d'Aquae Sulis) entre 1978 et 1983 par une équipe dirigée par Barry Cunliffe et Peter Davenport. En 1979/1980, environ 130 tablettes ont été découvertes dans une fouille de la « Source sacrée » sous le bain du roi. La source avait été détournée temporairement pour faciliter l'exploration, révélant une très vaste gamme d'articles de l'époque romaine, y compris les tablettes.
Les tablettes, certaines dans un état fragmentaire, étaient petites et rectangulaires et initialement supposées être en plomb, même si une analyse métallurgique a révélé ensuite qu'elles sont en réalité en plomb allié avec l'étain, avec des traces de cuivre occasionnelles. Certaines tablettes ont été coulées sous pression en fines feuilles souples avec une finition lisse comme du papier tandis que d'autres semblent avoir été plus ou moins grossièrement martelées après avoir été fondues. Les tablettes ont été écrites, soit en capitales soit en écriture cursive. Certaines portent des marques qui semblent être une imitation analphabète de l'écriture, composée par exemple de lignes répétitives de croix ou de sept. D'autres étaient complètement vides.
Les tablettes ont été exposées dans le Roman Baths Museum à Bath, où ils continuent à être disponibles pour être consultés par le public. Les inscriptions sur les tablettes ont été publiées dans leur intégralité en 1988 par l'historien Roger Tomlin (en).

### Exemple de texte
La tablette no 44 contient le texte suivant :
« (avers)(courte lacune : le nom ?) dono si mul(ier) si/baro si servus si lib/er si puer si puel/la eum latr(on)/em qui rem ipsa/m involavi(t) d/eus (i)nveniat (revers) ain(o me)um qui levavit (e)xc/on(v)ic(tu)s s(i)t templo Sulis/dono si mulier si baro si ser/vus si liber si pure (=puer) si puella/et qui hoc fecerit san/guem suum in ipsmu (=ipsum) aen/um fundat. Tab.Sul. 40 : Qui Calamae ea / negat, sanguine / (suo) in eniio / deticat. »
« Celui qui a volé ma coupe de bronze est maudit. je donne cette personne au temple de Sulis, qu'elle soit femme ou homme, esclave ou libre, garçon ou fille, et que l'homme qui a fait cela verse son propre sang dans la coupe. Je te donne ce voleur qui a volé cet objet lui-même, que la divinité le trouve, qu'il soit femme ou homme, esclave ou libre, garçon ou fille »
.

## Interprétation
Certains chercheurs ne considèrent pas ces écrits comme des tablettes de défixion stricto sensu, mais comme des prières judiciaires, puisque l'auteur n'est pas anonyme et puisqu'il ne réclame pas le malheur de son adversaire, mais la réparation du préjudice,.